# Villepreux
Villepreux là một xã thuộc tỉnh Yvelines trong vùng Île-de-France miền bắc nước Pháp.